# Goguette marquisoise de la Gaîté française
 (novembre 2022).
Pour les articles homonymes, voir Gaîté.
La goguette de la Gaîté française a été créée en 1843 aux îles Marquises par le goguettier Raymond membre de l'expédition française commandée par le contre-amiral Du Petit-Thouars.
Elle nous est connue par deux articles de L'Écho lyrique, feuille d'annonces, journal littéraire, artistique, théâtral et chantant, paraissant le dimanche.
À les lire on voit que Raymond a fréquenté les goguettes de Paris et sa banlieue.

## Histoire de la goguette marquisoise
L'Écho lyrique écrit le 20 août 1843 :
LES ILES MARQUISES
Nous nous empressons d'apprendre à nos abonnés que nous venons de recevoir une lettre d'un de nos bons camarades, qui faisait partie de l'expédition de M. le contre-amiral Du Petit-Thouars, lors de la prise de possession des Iles Marquises.
Il nous annonce que la gaîté française a planté sa marotte dans ces contrées éloignées, en même temps que flottaient sur ces rivages nos trois couleurs nationales.
Les joyeux refrains, la franche hilarité, l'entrain, le laisser-aller de nos braves compatriotes, de ces aimables enfants de notre belle France, ont entraînés, subjugués, et presque francisés les naturels de ce pays, à tel point, qu'on vient d'élever une nouvelle hutte, qui est le premier temple de la chanson dans ces îles.
Cette première goguette est déjà inaugurée, par les soins de son gai président, le premier hôtelier de l'endroit : le joyeux Tatoukino, sous le titre distinctif de la Gaité française. Elle est ouverte aux poètes indigènes, où seront aussi admis tous les Français.
Dans le prochain numéro, nous nous ferons un vrai plaisir d'offrir à nos lecteurs, la lettre de notre confrère Raymond, ainsi que la chanson d'inauguration, composée et chantée par le brave Tatoukino, président de la Goguette marquisoise, en langue du pays, avec la traduction en regard, de l'ami Raymond.
Nouvel article dans l'Écho lyrique du 27 août 1843 :
ILES MARQUISES
Otaïti, le 1er avril 1843.
Il est des promesses sacrées mes bons camarades, ce sont celles faites à l'amitié.
Lorsque je vous quittai, pour aller sur un autre hémisphère tenter la fortune, je vous donnai ma parole de bon collègue, de joyeux ami de vous communiquer mes observations dans ma nouvelle pérégrination; aujourd'hui je la tiens.
Et ce moment employé à causer avec vous ne sera pas pour moi, qui ne vis maintenant que moitié à la française, un des moins agréables.
Je me garderai bien de vous donner des détails circonstanciés de notre voyage, de notre débarquement aux îles Marquises, de notre prise de possession de ce petit archipel ; vous êtes rassasiés sans doute des nombreux récits des journaux à ce sujet.
Mais, ce que vous ne savez pas, ce dont cependant vous vous doutez, sans doute, c'est que nous autres Français, nous avons importé dans ces contrées à demi-sauvages, avec nos glorieuses couleurs, notre gaîté et notre insouciance françaises.
Quelques jours après notre installation dans ces îles, je fis connaissance avec le Véfour de l'endroit, qui, soit dit franchement, passerait dans notre beau Paris, pour le gargotier modèle.
Mais cela n'ôte rien de sa renommée outre-mer, et comme dit certain proverbe :
Quand on est seul, on devient nécessaire.
Le restaurateur Tatoukino, puisqu'il ne faut pas le priver de son titre, le restaurateur Tatoukino est bien le plus vilain, le plus effroyable bigre que je connaisse. Sa grosse figure balafrée, diaprée de cent couleurs, n'a vraiment rien d'humain. Mais au fond c'est un bon vivant, et sous cette horrible enveloppe on trouve une légère nuance de bonne humeur, de gaîté européennes.
Enfin, mes amis, comme je n'ai pas la prétention de cette myriade de touristes qui, après avoir parcouru quelques kilomètres de terrain hors la capitale, y rentrent après deux jours d'absence chargés d'un volume de leurs impressions ; j'aime mieux en venir au sujet principal de ma lettre qui sera, je crois, le seul qui pourra vraiment vous intéresser.
Je ne pouvais oublier ces joyeux moments que je passai avec vous tous dans nos soirées chantantes, je ne pouvais perdre la mémoire de nos gentilles goguettes.
Aussi, dès qu'il me fut possible de me faire comprendre et de comprendre moi-même mon Véfour chamarré, je parvins à le persuader qu'une goguette aux îles Marquises serait un événement aussi remarquable que bien d'autres ; que de plus, à lui seul, reviendrait la gloire de cette joyeuse création. Tatoukino me comprit, et de suite, d'après mes indications, il fit construire une hutte près de la sienne, et comme le marquisois est le poète par excellence de l'endroit, il voulut avoir l'honneur de composer la chanson d'inauguration de ce nouveau temple dédié au Momus de son sauvage pays.
La première réunion ne fut vraiment pas mal. Français, Marquisois et Marquisoises y assistaient en grand nombre ; ce n'était pas tout à fait nos charmantes réunions parisiennes de Paris et de la banlieue ; mais enfin c'était quelque chose qui y ressemblait de loin, et qui, je l'espère, se perfectionnera.
Après ce brillant début, dont je puis vraiment, sans paraître trop vain, m'attribuer la gloire, mon devoir est de vous faire jouir (si jouir est le mot que je devrais écrire) de la production de mon vilain masque marquisois.
Je vous envoie donc le titre et le premier couplet de la chanson en langue du pays, persuadé que cet échantillon vous suffira. Si cependant vous tenez à posséder l'œuvre entière dont je vous fais passer la traduction littérale et fidèle, elle est à votre disposition.
Vous voudrez bien la chanter dans vos joyeuses goguettes en souvenir de celui qui de loin, comme de près, sera toujours heureux de se dire :
Votre ami et bon camarade.
RAYMOND.
KORTKA FOSTOU Dl-DO GOGUETTE.
LEI TITOS FRANKAS
As letos Marquises
Bios, mes, zebor goulouf,
Kali-kalas, no boroskas ;
Picos torris, nouf nouf,
Dila potos nigous teras.
Maga sustès arabinoc,
Tumbira refletos zéris ;
Varanimos allas patoc,
Bano ! Bano ! ellos Frankis !
TATOUKINO.
CHANSON D'INAUGURATION
DE LA GOGUETTE LA GAITÉ FRANÇAISE.
Aux Iles Marquises.
Air : Ces Postillons sont d'une maladresse.
Frères, amis, ici votre présence,
Je l'avouerai, nous causa de l'émoi ;
Nous craignions tous que votre omnipotence
Ne nous privât de notre excellent roi !
Lorsque chez vous nous vîmes apparaître,
Ces sentiments de concorde et de paix ;
L'espoir d'un mieux dans nos cœurs vint à naître.
Et vivent les Français !
Oui, vivent les Français !
Joyeux Français, vous serez nos modèles,
Oui, nous voulons devenir comme vous
De gais lurons, des apôtres fidèles
De ces plaisirs que vous montrez si doux.
A nous de France un peu de ce délire
Qui chasse au loin, les soucis, les cyprès ;
Quand nous saurons aussi bien que vous rire,
Nous serons bons Français !
Oui, nous serons Français !
Honneur ! honneur ! cent fois à la goguette!
Qui grâce à vous, va charmer nos loisirs.
Nous y pourrons, à la bonne franquette,
Donner le champ à de nouveaux plaisirs.
Le verre en main, chacun se fera gloire
De célébrer le vin dans ses couplets.
Quand nous saurons bien chanter et bien boire.
Nous serons bons Français !
Oui, nous serons Français !
Mes bons Français, avant votre présence,
Près la beauté nous étions sauvageons ;
Car, voyez-vous, forts de notre puissance,
Nous la traitions comme de vrais hurons.
Mais vos leçons près des noires prunelles,
Pour leur bonheur ne s'oublieront jamais.
Nous deviendrons aimables près des belles.
Et nous serons Français !
Oui, nous serons Français !
Nous abjurons le hideux tatouage,
Qui des beautés dénature les traits ;
Nous repoussons l'habitude sauvage
De colorier de si gentils attraits.
Jolis contours, croissez-donc a votre aise,
De la nature ayez les seuls bienfaits.
Lors notre femme un jour sera Française,
Et nous de bons Français !
Oui, nous serons Français !
Votre gaîté, sans apprêts, entraînante,
Vite chassa nos trop sottes terreurs ;
Votre parole, amoureuse et galante,
De nos beautés vous captiva les cœurs.
Nous avons fait maintenant connaissance ;
Et près de vous, s'il nous vient des regrets,
C'est que trop tard nous connûmes la France.
Et vivent les Français !
Oui, vivent les Français !
RAYMOND, traducteur.

## Écho de la Goguette marquisoise
Dans un recueil publié en 1843-1844, on trouve une chanson d'Étienne Jourdan, intitulée La Goguette.
Elle parle de la Goguette marquisoise dans un de ses couplets :
Des îles Marquises
Tous les bons habitants,
Ont pris leur devise,
A nos Français chantants ;
Chez ces insulaires
Momus a pris séjour,
Où chacun tour à tour
Chante la goguette,
Dont le plaisir rejette,
La froide étiquette
Par des refrains joyeux.